# Емісійні цінні папери
Емісійні цінні папери — цінні папери, що володіють в межах одного випуску однорідними ознаками та реквізитами, що розміщуються і перебувають в обігу на підставі єдиних для даного випуску умов. Це визначення відповідає тому, яке давав Закон України «Про цінні папери та фондовий ринок» у початковій редакції: «цінні папери, що посвідчують однакові права їх власників у межах одного випуску стосовно особи, яка бере на себе відповідні зобов'язання (емітент)». Незважаючи на те, що Закон більше не містить цього визначення, термін продовжує вживатися, у тому числі в самому Законі.

## Випуск цінних паперів
Сукупність певного виду емісійних цінних паперів одного емітента, однієї номінальної вартості, які мають однакову форму випуску і міжнародний ідентифікаційний номер, та забезпечують їх власникам однакові права незалежно від часу придбання і способу їх емісії, становить випуск цінних паперів. В Україні Національна комісія з цінних паперів та фондового ринку реєструє випуск цінних паперів та здійснює їх облік шляхом ведення Державного реєстру випусків цінних паперів, а також забезпечує відкритий і безоплатний доступ учасників ринку цінних паперів до інформації, що міститься в реєстрі.

## Здійснення операцій
В Україні Центральний депозитарій і депозитарні установи здійснюють депозитарну діяльність лише стосовно емісійних цінних паперів, яким призначений міжнародний ідентифікаційний номер цінних паперів (ISIN).

## Види
До емісійних цінних паперів належать, зокрема:
- акції;
- облігації підприємств;
- облігації місцевих позик;
- державні облігації України;
- іпотечні сертифікати;
- іпотечні облігації;
- сертифікати фондів операцій з нерухомістю;
- інвестиційні сертифікати;
- казначейські зобов'язання України.

Державний реєстр випусків цінних паперів містить відомості про випуски цінних паперів усіх видів, що перелічені вище, окрім державних облігацій і казначейських зобов'язань України.

## Виноски
1. ↑  Глосарій - НКЦПФР. Архів оригіналу за 19 березня 2015. Процитовано 28 травня 2015.
2. ↑  Закон України «Про цінні папери та фондовий ринок» у початковій редакції. Архів оригіналу за 29 травня 2015. Процитовано 29 травня 2015.
3. 1 2  Закон України «Про цінні папери та фондовий ринок». Архів оригіналу за 28 травня 2015. Процитовано 28 травня 2015.
4. ↑  Стаття 29 Закону України «Про цінні папери та фондовий ринок». Процитовано 04 червня 2015.
5. 1 2  Положення про Державного реєстру випусків цінних паперів, затверджене рішенням Національної комісії з цінних паперів та фондового ринку від 19 квітня 2012 р.  №557. Офіційний вісник України (39): 1493. 01 червня 2012. Архів оригіналу за 5 березня 2016. Процитовано 04 червня 2015.
6. ↑  Стаття 31 Закону України «Про цінні папери та фондовий ринок». Процитовано 04 червня 2015.
7. ↑  Положення про провадження депозитарної діяльності, затверджене рішенням Національної комісії з цінних паперів та фондового ринку від 23 квітня 2013 р.  №735. Офіційний вісник України (52): 486. 19 липня 2013. Архів оригіналу за 28 вересня 2014. Процитовано 08 червня 2015.
8. ↑  Власова О. Є. Конспект лекцій з дисципліни «Облік цінних паперів» (для студентів 5 курсу денної і заочної форм навчання напрямку підготовки 6.030509 «Облік і аудит», 0501 — «Економіка і підприємництво», спеціальності «Облік і аудит») / О. Є. Власова; Харк. нац. акад. міськ. госп-ва. — Х. — ХНАМГ — 2010. — 94 с. (PDF). Архів оригіналу (PDF) за 20 січня 2022. Процитовано 19 березня 2022.